# 北碧府金佛塔孟族庙
北碧府金佛塔孟族庙（發音：[Wạ:Wạng:K̒:wie:Kā:rāmː]），或卧佛寺乌塔玛、旺维卡兰寺、旺维外嘉兰寺，是由龙婆乌达玛率领卡伦和孟族人于佛历2496年（公元1954）与移居村民在今泰國北碧府桑卡拉武里县Ban Wang Kalang一起建造的佛寺。該佛教寺廟靠近泰国缅甸边境，距曼谷220公里，深受泰国人、孟族人、克伦人和缅甸人的敬仰。

## 历史
寺院早期只是数个寮棚组成的简陋庙宇，当地村民通常称为龙婆乌达玛庙。寺院坐落在高山的区域，拥有三道河流形成一个美丽景观，这三道河流分别为宋卡倆河、比利河与蘭提河，三条河流汇合在一起。佛历2505年（公元1963），经由泰国宗教事务部允许，批准使用北碧府金佛塔孟族庙，作为寺院名称。取义为古时候地名，并为这地方历史得以保留和作为佛教文化推广中心。佛历2508年（公元1966）之后，此区已纳入北碧府管辖。依照孟族文字的意义是，一座处于渔产丰富地带的佛寺。
佛历2527年（公元1985），泰国电力管理局拟定在此处建造大型水坝，水坝命名使用十世泰王名字，称为玛哈·哇集拉隆功水坝。水坝面积庞大，导致佛寺与诸多村庄将被淹没，包括当时的水中庙（英語：Wat Tai Nam），这座旧庙目前已是遗迹，每一年水坝水位下降，许多旅客搭乘小船前往观赏，并称为水中庙。有鉴于此，龙婆乌达玛与当地居民，齐心合力乔迁处于低洼的水中庙，并由龙婆乌达玛 向泰国皇室请示安顿遭遇水坝淹没村庄，泰国皇室随后御批，每一位受影响村民或家庭分配30平方米。目前，这个孟族村面积，大约是1000莱，泰国计算单位是1莱为0.3954英亩，1000莱是395.40英亩或160公顷。当年一共约有1000户乔迁至这片泰国皇室御批土地。村民大部份是缅甸逃亡至此的难民，龙婆乌达玛未免难民们流离失所，协助难民获取工作和身份证，让村民得以在泰国谋生，当地村民，大部份务农与及从事捕鱼行业。部份厂家，经过龙婆乌达玛 建议，开设缝纫厂，提供就业机会给当地年轻人前往任职
北碧府金佛塔孟族庙，现今已具有规模，造型特出，寺院庄严。佛历2528年（公元1986）建设时期，龙婆乌达玛与当地孟族，克伦族共同设计此庙，寺院采用孟族与克伦族和泰国传统寺院结构，组合成为一座具有全新风貌的寺院。龙婆乌达玛不腐金身肉身佛目前存储在大殿玻璃棺，寺院是一座具两层楼大型建筑物，底层用于供佛，举办各类法会与庆典活动，二楼是博物馆，并收藏贝叶经手稿，古老孟族文字和高僧骨灰和一些传统用具。 
北碧府金佛塔孟族庙，大殿供奉佛像是大理石雕像，各类玉与及龙婆乌达玛蜡像和师父不腐金身肉身佛。其中包括象牙与猛犸牙，龙婆乌达玛在佛历2521年（公元1979）于此寺创建一座类似印度菩提伽耶摩訶菩提寺佛塔。北碧府金佛塔孟族庙附近，拥有一条长达850米的木桥。称为孟族木桥，这座木桥是泰国最长的木桥，世界第二长木桥。
当年沉没在水里的水中庙，已成为著名的旅游景点。

## 其他资源
地理座標系: 15°07′59″N 98°26′42″E / 15.1329894°N 98.4449518°E